# Молоњо (Лука)
Молоњо је насеље у Италији у округу Лука, региону Тоскана.
Према процени из 2011. у насељу је живело 412 становника. Насеље се налази на надморској висини од 174 м.